# 사면체수
사면체수(四面體數, Tetrahedral number)는 구를 최밀격자형태로 모아서 정사면체를 만들때 사용되는 구의 총수를 말한다.
사면체수의 수열은 1, 4, 10, 20, 35, 56, 84, 120, 165, 220, … (OEIS의 수열 A000292)이다. 영국의 정치인 프레더릭 폴록(Frederick Pollock)은 1850년 임의의 자연수는 최대 일곱 개의 사면체수의 합으로 표현 가능하다고 추측하였다. 폴록의 사면체수 추측은 아직도 미해결이다.
제{\displaystyle n} 사면체수는 제1 삼각수에서부터 제{\displaystyle n} 삼각수까지의 합이고, 그 값 {\displaystyle N} 은 다시 {\displaystyle N={\frac {n(n+1)(n+2)}{6}}}으로 쓸 수 있다.
사면체수를 1항부터 써보면 다음과 같다.
1, 4, 10, 20, 35, 56, 84, 120, 165, 220, 286, 364, 455, 560, 680, 816, 969, 1140, 1330, …
나아가 한번 일반화시키면, 삼각수에서 사면체수를 알아낸 것과 마찬가지로 사면체수의 합으로 확장시키면 4차원 공간에서의 삼각수인 5포체수를 정의할 수 있다. 일반 차원의 공간(여기에서는 {\displaystyle r} 차원)까지 개념의 확장을 실시했을 때, 제{\displaystyle n} 번째의 그 수 {\displaystyle T_{r}(n)}은
{\displaystyle T_{r}(n)=\prod _{k=1}^{r}\left(1+{\frac {n-1}{k}}\right)={\frac {n(n+1)\cdots (n+r-1)}{r!}}=(-1)^{r-1}{-n \choose r}}
이다. 참고로, 서로 이웃한 즉, 연속한 두 사면체수의 합은 사각뿔수이고, 연속한 두 사각뿔 수의 합은 팔면체수가 된다. 그리고 1부터 n까지의 연속하는 모든 자연수의 합은 삼각수, 1부터 연속하는 모든 삼각수의 합은 사면체수이므로 1부터 연속하는 사면체수를 모두 더한 값은 오포체수가 된다. 세제곱수는 육면체수이고, 이를 확장시킨 팔포체수는 네제곱수다(초입방체). 마찬가지로, 팔면체수를 확장하여 십육포체수라는 개념도 알 수 있다(정축체).

## 같이 보기
- 사각수
- 팔면체수와 십육포체수
- 세제곱수와 네제곱수
- 오포체수
- 폴록의 사면체수 추측
- 폴록의 팔면체수 추측
- 다각수 정리
- 사각뿔수